# Coiba
Die ca. 503 km² große, aber – abgesehen von einer Ranger-Station – unbewohnte Insel Coiba ist die größte Insel des mittelamerikanischen Staates Panama. Verwaltungsmäßig gehört sie zum Distrikt Tolé in der Provinz Chiriquí. Seit dem Jahr 2005 gehört sie zum UNESCO-Welterbe.

## Lage und Klima
Die Insel Coiba liegt im Golf von Panama, d. h. auf der Pazifikseite etwa 25 km südwestlich des Festlands und ca. 120 km (Luftlinie) von der Hauptstadt Panama-Stadt entfernt. Das Klima ist tropisch schwülwarm; Regen (ca. 1900 mm/Jahr) fällt überwiegend im Sommerhalbjahr.

## Geschichte
Bis zu ihrer Eroberung (ca. 1560) durch die Spanier war sie von Coiba-Cacique-Indianern bewohnt. Im Jahr 1919 wurde auf der Insel eine Strafkolonie eingerichtet, deren ohnehin schon schlechter Ruf sich während den Diktaturen von Omar Torrijos (reg. 1969–1981) und Manuel Noriega (reg. 1983–1989) weiter verschlechterte – man spricht von extrem grausamen Folterpraktiken und etwa 300 Tötungen. Das Gefängnis wurde im Jahr 2004 geschlossen und wird von der Bevölkerung Panamas wegen angeblicher Geistererscheinungen gemieden.

## Natur
Die maximal etwa 65 m hohe Insel ist zu drei Vierteln bewaldet; es gibt felsige Küstenabschnitte aber auch Sandstrände. Im Jahr 1992 wurde ein ca. 2700 km² großer Nationalpark eingerichtet, der die Insel Coiba sowie 38 kleinere Nachbarinseln und ein umfangreiches Meeresgebiet umfasst.
Sowohl der Coiba-Brüllaffe wie das Coiba-Aguti kommen auf der Insel als Endemiten vor.